# Lycodes akuugun
Lycodes akuugun es una especie de pez de la familia de los Zoarcidae en el orden de los perciformes.

## Morfología
- Los machos pueden llegar a alcanzar los 32,4 cm de longitud total.
- Número de vértebras: 113-120.[1]

## Hábitat
Es un pez de mar, de clima templado y demersal que vive entre 121-460 m de profundidad.

## Distribución geográfica
Se encuentra en el Pacífico nororiental: las Islas Aleutianas. 

## Observaciones
Es inofensivo para los humanos. 